# ウィリアム・ホワイトリー (政治家)
ウィリアム・ホワイトリー（英:William Whiteley, CH PC DL、1882年10月8日 - 1955年11月3日）は、イギリスの政治家。ダラム・ブライドン選挙区の庶民院議員。労働党に所属した。
1918年総選挙で落選し、4年後の1922年総選挙でブライドンから当選した。1929年まで同選挙区で当選を果たしている。ラムゼイ・マクドナルドが首相のときに行われた1931年総選挙では労働党が大敗、ホワイトリーも落選した。しかし、1935年総選挙で労働党は議席を復活させ、ホワイトリーも再び当選を果たした。その後、1955年に74歳で死去するまでブライドンから当選し続け、ホワイトリーの死後もその選挙区からは労働党議員が選出された。
1943年からは枢密院議員となり、同時に庶民院院内幹事長を務めた。1940年から1945年までの第1次チャーチル内閣、1945年から1951年までの第1次アトリー内閣、第2次アトリー内閣では大蔵政務次官（与党院内幹事長）を務めた。